# 佐治·雅菲
佐治·羅拔·雅菲 (2004年9月5日—)是一名英格蘭職業足球員，司職中場，效力於英超球會韋斯咸。

## 球會生涯
雅菲以U6級球員身份加盟韋斯咸，並於2022年6月，即17歲時與球會簽下個人首份職業合約。雅菲曾隨韋斯咸U18青年軍在2022-23賽季奪得足總青年盃和U18英超南部聯賽雙料冠軍。2024年3月14日，雅菲在韋斯咸正選隊首次亮相，在歐聯盃16強賽對弗賴堡的比賽中入替出場，最終球隊以5-0大勝。
2024年4月14日，雅菲在對陣富咸的比賽中首次在英超上陣，在第82分鐘入替米查利·安東尼奧出場。僅僅幾分鐘後，他就與隊友艾臣·艾華利斯相撞。他的頭部撞地後失去知覺，需要長時間的醫療救助，包括吸氧氣。之後，他被擔架抬出場，由麥士維·哥尼特替補出場，韋斯咸最終以0-2敗陣。韋斯咸第二天發表聲明稱，雅菲已出院回家。2024年5月11日，雅菲重返韋斯咸，在入替出場67秒後首次觸球就射入一球，幫助韋斯咸3-1擊敗盧頓。賽後，雅菲被授予韋斯咸年度馬克·盧保最佳年輕球員獎。 
2024年8月14日，雅菲以借用形式加盟英冠球會布里斯托城，為期一季。雅菲於8月17日首次代表布里斯托城出賽。兩分鐘後，他入替出場，在致勝入球發揮關鍵作用，最終幫助球隊4-3擊敗米禾爾。賽季結束後，雅菲被評為布里斯托城年度最佳年輕球員。

## 國際賽生涯
雅菲曾代表英格蘭U15和U16國家隊出賽。
2024年6月7日，雅菲在塞斯維特體育場以2-1戰勝瑞典的比賽中首次代表英格蘭U20出場。
2024年11月15日，雅菲在拉利内阿-德拉康塞普西翁與西班牙隊互交白卷的比賽中入替出場，首次代表英格蘭U21出場。 

## 球會統計
最後更新：比賽於2025年5月12日舉行
| 球會       | 球季     | 聯賽     | 聯賽 | 聯賽 | 足總盃 | 足總盃 | 聯賽盃 | 聯賽盃 | 歐洲賽 | 歐洲賽 | 其他 | 其他 | 總數 | 總數 |
| 球會       | 球季     | 聯賽     | 出場 | 入球 | 出場   | 入球   | 出場   | 入球   | 出場   | 入球   | 出場 | 入球 | 出場 | 入球 |
| ---------- | -------- | -------- | ---- | ---- | ------ | ------ | ------ | ------ | ------ | ------ | ---- | ---- | ---- | ---- |
| 韋斯咸U21  | 2022–23  | —        | —    | —    | —      | —      | —      | —      | —      | —      | 3    | 0    | 3    | 0    |
| 韋斯咸U21  | 2023–24  | —        | —    | —    | —      | —      | —      | —      | —      | —      | 5    | 3    | 5    | 3    |
| 韋斯咸U21  | 總數     | 總數     | —    | —    | —      | —      | —      | —      | —      | —      | 8    | 3    | 8    | 3    |
| 韋斯咸     | 2023–24  | 英超     | 3    | 1    | 0      | 0      | 0      | 0      | 1      | 0      | —    | —    | 4    | 1    |
| 布里斯托城 | 2024–25  | 英冠     | 37   | 3    | 1      | 0      | 0      | 0      | 0      | 0      | 2    | 0    | 40   | 3    |
| 生涯總數   | 生涯總數 | 生涯總數 | 40   | 4    | 1      | 0      | 0      | 0      | 1      | 0      | 10   | 3    | 52   | 7    |

1. 1 2  附屬會員盃出場
2. ↑  歐霸盃出場
3. ↑  英冠附加賽（英语：EFL Championship play-offs）出場

## 榮譽
韋斯咸U18
- 英格蘭足總青年盃: 2022–23[21]
- U18英超南部（英语：Professional Development League）: 2023[22]

個人
- 韋斯咸年度最佳年輕球員: 2023–24[23]